# Gyula Meszlényi

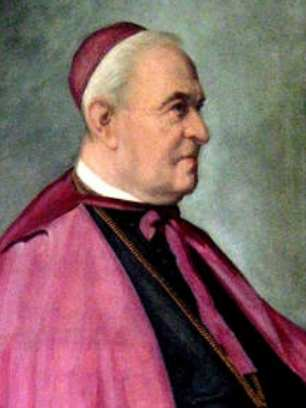
Gyula Meszlényi

Gyula Meszlényi (* 22. Januar 1832 in Velence, Kaisertum Österreich; † 14. März 1905 Szatmárnémeti, Königreich Ungarn) war römisch-katholischer Bischof von Satu Mare.

## Leben
Er wurde am 10. März 1854 zum Diakon und am 27. Juli des gleichen Jahres zum Priester geweiht.
Am 17. Oktober 1887 wurde er zum Bischof von Satu Mare ernannt. Konsekriert wurde er am 25. November des gleichen Jahres.
Er ließ die Kathedralkirche renovieren und 1904 einen neuen Hochaltar aus Carrara-Marmor aufstellen. Er förderte die Ausbildung, ließ katholische Schulen bauen und nahm sich besonders den Armen an. Mit mehr als eine Million Forint stattete er den Pensionsfonds der Diözese aus, die zu Bildungs- und kulturelle Zwecke verteilt wurde.
Er starb am 14. März 1905 und wurde in der Krypta der Christi-Himmelfahrts-Kathedrale von Satu Mare beigesetzt.